# 科科申齊
49°19′52″N 26°13′7″E / 49.33111°N 26.21861°E
科科申齊（羅馬化：Kokoshyntsi）是烏克蘭的村落，位於該國西部捷爾諾波爾州，由喬爾特基夫區負責管轄，處於茲布魯奇河右岸，距離小盧卡和科濟納3公里，面積1.49平方公里，2001年人口176。